# Фалконе-Борселино
Летище „Фалконе-Борселино“ (IATA: PMO, ICAO: LICJ) (на италиански: Aeroporto Falcone e Borsellino) или само летището в Палермо се намира на 19 NM (35 км; 22 мили) в посока запад-северозапад от Палермо, столицата на италианския остров Сицилия. Летището е едно от най-натоварените в Италия, с 4 910 791 обслужени пътници през 2015 г.

## Авиокомпании и дестинации
Част от авиокомпаниите, които извършват полети от и до аерогарата са дадени в таблицата:
| Авиокомпания       | Град – Летище |
| ------------------ | --- |
| Air Malta          | Малта |
| Alitalita          | Милано Линате, Рим „Фиумичино“ Сезонно: Москва „Шереметиево“ |
| British Airways    | Лондон „Хийтроу“ |
| Darwin Airline     | Лампедуза, Неапол, Пантелерия |
| easyJet            | Лондон „Гетуик“, Милано „Малпенса“ Сезонно: Амстердам, Лион, Париж „Орли“, |
| Eurowings          | Мюнхен (започва от 3 април) |
| Lufthansa Regional | Мюнхен, Франкфурт |
| Mistral Air        | Сезонно: София |
| Ryanair            | Берлин „Шьонефелд“, Болоня, Букурещ „Отопени“ (започва от 28 март), Верона, Веце, Лондон „Станстед“, Марсилия, Милано „Бергамо“, Мюнхен „Меминген“, Нюрнберг (започва от 26 март), Париж „Бове“, Пиза, Рим „Фиумичино“, Торино, Тревизо Сезонно: Дъблин, Мадрид, Севиля |
| Tunisair           | Тунис |
| Volotea            | Бари, Венеция, Верона, Геноа, Наполи, Торино Сезонно: Атина, Бордо, Ибиса, Ираклио, Корфу, Малага (започва от 27 юни), Нант, Ница, Олбиа, Палма де Майорка, Санторини, Страсбург, Тел Авив, Тулуза                                                                      |
| Vueling            | Барселона, Париж „Орли“, Рим „Фиумичино“, Флоренция Сезонно: Сплит |